# Кармановское водохранилище
Кармановское водохранилище находится в Янаульском районе Башкортостана на реке Буй (левый приток реки Кама). Створ плотины расположен в 28 км выше устья р. Буй.
Введено в эксплуатацию в сентябре 1967 года.
Назначение: сезонное регулирование стока, обеспечение водопотребления и охлаждения циркуляционных вод Кармановской ГРЭС. В рекреационных целях не используется. Используется в любительском рыболовстве.

## Технические данные
Площадь водосбора в створе плотины 3820 км². Объём притока к вдхр. в год в среднем — 743 млн м³. Полный объём вдхр. 134 млн м³, полезный — 19,6 млн м³. Площадь зеркала 35,5 км². Длина 15 км, ширина макс. 3,5 и ср. 2,4 км. Глубина максимально 12,8 и средне 3,8 м. Призма сработки 0,5 м. В состав гидроузла входят плотина (дл. 2150 м, ширина по гребню 10 м, напор 14 м), водосбросное сооружение (4 пролёта), струенаправляющая дамба (длина 2800 м), 2 водозабора ГРЭС (производительность 40 и 20 м³/с). Общий объём водоотдачи 86,9 млн м³ в год (в том числе сан. пропуск 4763 млн м³).

## Ихтиофауна
Кармановское водохранилище ежегодно зарыбляется несколькими тоннами мальков и подросшей молоди. Поскольку иначе водоём активно зацветёт, дно покроется слизистой плёнкой, что будет мешать технологическому использованию.
С. С. Хлебникова, начальник лаборатории охраны природы Кармановской ГРЭС, в интервью рассказала, что с 1996 года Татарстанский научно-исследовательский институт озёрного и рыбного хозяйства (ГосНИОРХ), согласно договору, правильно подбирает соотношение видов рыб, питающихся фитопланктоном и высшей водной растительностью, с одной стороны, и зоопланктоном, с другой стороны.
Богатая ихтиофауна и удобное географическое расположение привлекает на искусственное озеро рыболовов.